# Kenneth Gabrielsen
Finn Kenneth Gabrielsen (* 9. September 1975) ist ein ehemaliger norwegischer Handballspieler, der mittlerweile als Handballtrainer tätig ist.

## Karriere
Kenneth Gabrielsen lief als Spieler in der höchsten norwegischen Spielklasse für Bodø und Sandefjord TIF auf. Seine ersten Trainerstationen waren die Drittligamannschaft Strøm sowie eine Jungenmannschaft aus Lier. Im Jahr 2006 übernahm er die Frauenmannschaft von NTG/Stabæk. Nach der Saison 2007/08 verließ er den norwegischen Erstligisten, der sich zwischenzeitig in Stabæk Håndball umbenannt hatte. Anschließend übernahm er die Frauenmannschaft von Mjøndalen. Später war er als Co-Trainer beim norwegischen Männer-Erstligisten Drammen HK tätig.
Gabrielsen trat im Mai 2011 das Traineramt beim norwegischen Frauen-Zweitligisten Glassverket IF an. Unter seiner Leitung stieg die Mannschaft ein Jahr später in die höchste norwegische Spielklasse auf und wurde 2015 norwegischer Vizemeister. Im Jahr 2016 wechselte er zum Ligakonkurrenten Vipers Kristiansand. Nachdem die Vipers in seiner ersten Saison norwegischer Vizemeister wurden, gewann die Mannschaft in der folgenden Spielzeit sowohl die norwegische Meisterschaft als auch den norwegischen Pokal und erreichte das Finale des EHF-Pokals. 2018 beendete er seine Tätigkeit bei den Vipers, um mehr Zeit mit seiner Familie verbringen zu können. Im Jahr 2020 kehrte Gabrielsen auf die Trainerbank zurück und übernahm Storhamar Håndball. Unter seiner Leitung gewann Storhamar Håndball im Jahr 2024 die EHF European League und den norwegischen Pokal sowie 2025 die norwegische Meisterschaft.

## Sonstiges
Seine Tochter Andrea Landås Gabrielsen spielt in der höchsten norwegischen Handballliga.